# سینمای ایرلند

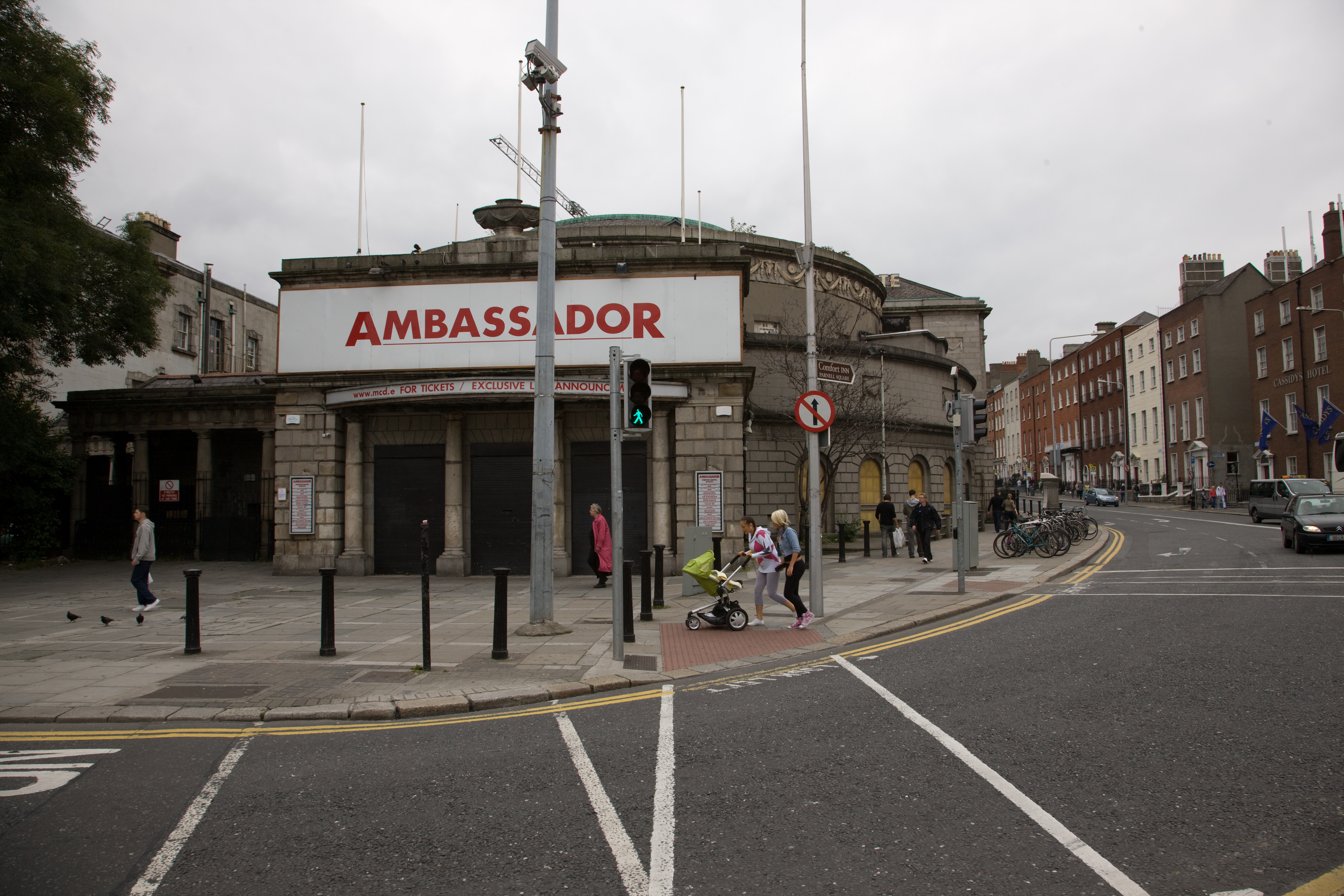
سینما آمباسادور دومین سینمای تاریخ ایرلند واقع در خیایان اوکانر در دوبلین. این سینما طی سال‌های ۱۹۰۹ تا ۱۹۹۹ فعالیت می‌کرد.

سینمای ایرلند (انگلیسی: Cinema of Ireland) به صنعت سینما، شرکت‌های فیلمسازی و همچنین جشنواره‌های سینمایی که در ایرلند برگزار می‌شود اشاره دارد.
ایرلند یکی از غنی‌ترین سینماهای دنیا چه به لحاظ پیشینه و بدنه سینمایی و چه از نظر امور فنی و تکنولوژی را دارد. ضمن اینکه جغرافیای منحصر بفرد این کشور باعث شده تا این سرزمین لوکیشن بسیاری از تولیدات سینمایی باشد. تولیدات مشترک با حضور بازیگران بومی سود زیادی برای بدنهٔ سینمای در حال رشد این کشور به ارمغان آورده‌است.

## پیشینه و تأثیر نویسندگان ایرلندی در سینما
آثار نویسندگان بزرگ ایرلندی نظیر جاناتان سوفیت، اسکار وایلد، جرج برنارد شاو، ساموئل بکت، ویلیام باتلر، شیموس هینی و جیمز جویس نقش مهمی در توسعهٔ سینمای این کشور داشتند. حتی اولین سالن سینما در سال ۱۹۰۹ در دوبلین توسط جیمز جویس و با نام سالن ولتا بنا نهاده شد و این سالن تا دهه ۸۰ میلادی با ظرفیت ۶۰۰ نفر اکران فیلم داشت و اکنون موزه سینما در دوبلین است.
سفرهای گالیور نوشته جاناتان سوفیت، پیگمالیون اثر برنارد شاو، در انتظار گودو اثر ساموئل بکت و اولیس نوشته جیمز جویس از جمله نگارش‌های ادبی هستند که توسط سینماگران ایرلندی و اروپایی و در سینمای آمریکا بارها به گونه‌های فیلم سینمایی و مجموعه تلویزیونی تولید شده‌اند.

## پیشگامان
اولین فیلم سینمایی تولید شده در ایرلند پسری از ایرلند قدیم نام دارد. این فیلم را یک کاگردان کانادایی‌تبار به نام سیدنی اولکات ساخت. این فیلم که در ۲۳ نوامبر ۱۹۱۰ به اکران رسید از عوامل بومی در تولید سود جسته بود. پس از این فیلم، اولکات تا چند سال بعد نیز آثاری قابل قبول ساخت. در اوایل دهه ۳۰ جان مک‌دونا با ساخت فیلم‌هایی مربوط به شخصیت‌های فرهنگی معاصر که غالباً آثاری زندگینامه‌ای بودند خود را مطرح ساخت.
تولید فیلم سینمایی طی سالهای ۱۹۳۰ تا ۱۹۴۵ نیز در ایرلند و در ژانر مختلف دنبال شد. اگرچه در این سال‌ها اروپا درگیر جنگ جهانی دوم بود. اما برخی از آثار شاخص سینمای ایرلند بویژه چند فیلم در گونهٔ موزیکال در این سال‌ها تولید شدند. در دههٔ ۵۰ با تأسیس استودیوی فیلمسازی آردمور استودیو تولید سالیانه فیلم در این کشور به بیش از ۱۰ اثر رسید.

## سینمای مدرن ایرلند

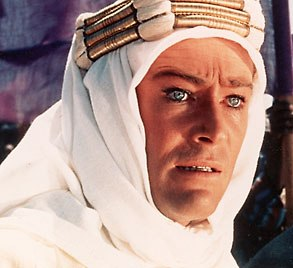
پیتر اوتول در نمایی از فیلم لورنس عربستان ساخته دیوید لین

با افتتاح استودیوی آیریش فیلم بورد در اوایل دهه ۸۰ در دوبلین تولید سالیانه فیلم در این کشور به بیش از ۲۰ فیلم رسید.
ضمن اینکه تولید فیلم‌های مستند و انیمیشن نیز در دستور کار این استودیو قرار داشت.
بین سالهای ۶۰ و ۸۰ چندین بازیگر ایرلندی در سطح جهان درخشش داشتند و باعث شدند سینمای این کشور بیشتر مورد توجه قرار گیرد.
از مطرح‌ترین بازیگران سینمای ایرلند در چند دهه اخیر نام‌هایی مانند پیتر اوتول، ریچارد هریس، مایکل گامبون، گابریل برن، لیام نیسن، پیرس برازنان، برندن گلیسون، دنیل دی- لوئیس، کنت برانا و کالین فارل قابل اشاره هستند.
از میان کارگردانان ایرلندی نیز جدای از کنت برانا با فیلم‌های هملت، ثور و سیندرلا، نیل جوردن با آثاری مانند ما فرشته نیستیم و مصاحبه با خون‌آشام و مارتین مک دونا با فیلم‌های شش‌لول، در بروژ، هفت روانی و سه بیلبورد خارج از ابینگ، میزوری شناخته‌شده هستند.

## جشنواره‌ها
مهمترین رویداد سینمایی در ایرلند جشنواره بین‌المللی فیلم دوبلین (Dublin International Film Festival) است. این فستیوال جهانی فیلم اگرچه در سال ۲۰۰۳ تأسیس شده اما هم‌پای آغاز به کار استودیوی آیریش فیلم بورد در دهه ۸۰ به گونه ملی شروع به کار کرد؛ و پس از آن توسعه یافت.

## آمار و ارقام
در حال حاضر در ایرلند ۴۴۴ سالن سینما وجود دارد. تولید سالیانه فیلم در این کشور ۲۰ فیلم سینمایی، ۱۰ فیلم مستند و ۲ فیلم انیمیشن است. در ایرلند سالیانه ۶۴۰ هزار نفر به سینما می‌روند.